# مجتبى عبديني
مجتبى عبديني شورمستي (بالفارسية: مجتبی عابدینی شورمستی) هو مبارز سيف عربي إيراني ولد في يوم 11 أغسطس 1984 في مدينة طهران عاصمة إيران، أبرز إنجازاته هو تحقيقه الميدالية الفضية في الفرق في دورة الألعاب الآسيوية 2014 في إنشيون في كوريا الجنوبية مع الفريق الإيراني.

## روابط خارجية
- مجتبى عبديني على موقع الاتحاد الدولي للمبارزة (الإنجليزية)
- مجتبى عبديني على موقع أوليمبيديا (الإنجليزية)